# Kościół Wniebowstąpienia Pańskiego w Osowcu
Kościół pw. Wniebowstąpienia Pańskiego w Osowcu – rzymskokatolicki kościół położony w dekanacie Grajewo w diecezji łomżyńskiej.

## Historia
Pierwszy kościół drewniany z roku 1919 został zniszczony w czasie II wojny światowej w roku 1944. Obecna murowana świątynia parafialna  pw. Wniebowstąpienia Pańskiego została zbudowana przez ks. prob. Kazimierza Urbana w latach 1949–1953 i pobłogosławiona w 1956 r. przez sufragana łomżyńskiego Aleksandra Mościckiego.
29 września 1971 r. został konsekrowany przez biskupa łomżyńskiego Mikołaja Sasinowskiego.

## Msze
Msze odbywają się;
- w niedzielę: 8.00, 10.00,
- w dzień powszedni: 7.30 i  8.00

Odpust przypada w dzień Wniebowstąpienia Pańskiego.